# Xtracon Chess Open
El Xtracon Chess Open (abans anomenat com Politiken Cup) és el torneig d'escacs principal del Festival d'Escacs de Copenhaguen, que es fa des de l'any 1979. El nombre de participants en el torneig va augmentar gradualment, de 22 a la primera edició a més de 200 en les edicions d'avui.
Des del 1979 fins al 2015, el patrocini principal fou el diari danès Politiken. Pel període 2016-2018 hi hagué canvis en què el principal patrocini fou Xtracon A/S, una empresa TIC danesa. Conseqüentment, el torneig es re-anomenà malgrat que el format del torneig es mantingué inalterable.

## Quadre d'honor (Politiken Cup)
| #  | Any  | Campió                                                                                               | Resultat |
| -- | ---- | --- | -------- |
| 1  | 1979 | Carsten Høi                                                                                          | 7½ (10)  |
| 2  | 1980 | Vassili Smislov, Adrian Mikhàltxixin                                                                 | 7½ (10)  |
| 3  | 1981 | Petyr Welikow, Tom Wedberg, Shaun Taulbut                                                            | 7½ (10)  |
| 4  | 1982 | Tom Wedberg                                                                                          | 7½ (10)  |
| 5  | 1983 | István Csom, Siergiej Kudrin                                                                         | 5½ (9)   |
| 6  | 1984 | Nick de Firmian, Aleksander Sznapik                                                                  | 7½ (10)  |
| 7  | 1985 | Karel Mokrý                                                                                          | 7½ (10)  |
| 8  | 1986 | Vassili Smislov, Aleksandr Txernín, Jewgienij Pigusow, Laszlo Cserna                                 | 7 (10)   |
| 9  | 1987 | Bjørn Brinck-Claussen                                                                                | 7½ (10)  |
| 10 | 1988 | Rafael Vaganian                                                                                      | 8 (10)   |
| 11 | 1989 | Lars Karlsson, Aleksander Sznapik, Jens Kristiansen                                                  | 7½ (10)  |
| 12 | 1990 | Kostiantyn Łerner                                                                                    | 7½ (10)  |
| 13 | 1991 | Jurij Dochojan, Jurij Piskow                                                                         | 8 (10)   |
| 14 | 1992 | Serguei Smagin, Matthew Sadler, John Emms, Awigdor Bychowski                                         | 7½ (10)  |
| 15 | 1993 | Ígor Khenkin, John Emms, Henrik Danielsen                                                            | 7½ (10)  |
| 16 | 1994 | Valeri Neverov, Michaił Brodski                                                                      | 7½ (10)  |
| 17 | 1995 | Lars Bo Hansen                                                                                       | 8 (10)   |
| 18 | 1996 | Víktor Kortxnoi                                                                                      | 8½ (11)  |
| 19 | 1997 | Helgi Grétarsson, Carsten Høi, Erling Mortensen, Lars Schandorff                                     | 8½ (11)  |
| 20 | 1998 | Hannes Stefánsson, Danny Gormally, Tiger Hillarp Persson Lars Schandorff, Nikolaj Borge              | 8½ (11)  |
| 21 | 1999 | Alexander Baburin, Tiger Hillarp Persson                                                             | 8½ (11)  |
| 22 | 2000 | Borís Gulko, Lars Bo Hansen, Jonny Hector                                                            | 8½ (11)  |
| 23 | 2001 | Mikhaïl Gurévitx, Alexander Rustemov, Peter Heine Nielsen Lev Psakhis, Nick de Firmian               | 8½ (11)  |
| 24 | 2002 | Serguei Tiviàkov, Aleksandr Beliavski, Rubén Felgaer                                                 | 8½ (11)  |
| 25 | 2003 | Krishnan Sasikiran                                                                                   | 9 (11)   |
| 26 | 2004 | Darmén Sadvakàssov, Leif Erlend Johannessen, Nick de Firmian                                         | 8 (10)   |
| 27 | 2005 | Konstantín Sakàiev                                                                                   | 8 (10)   |
| 28 | 2006 | Vadim Malakhatko, Nigel Short, Jonny Hector                                                          | 7½ (9)   |
| 29 | 2007 | Michał Krasenkow, Gabriel Sargissian, Emanuel Berg Nick de Firmian, Vladímir Malàkhov                | 8 (10)   |
| 30 | 2008 | Serguei Tiviàkov, Vladímir Malàkhov, Iuri Kuzúbov Peter Heine Nielsen, Boris Savchenko, Jonny Hector | 8 (10)   |
| 31 | 2009 | Parimarjan Negi, Boris Avrukh                                                                        | 8½ (10)  |
| 32 | 2010 | Pàvel Eliànov                                                                                        | 8½ (10)  |
| 33 | 2011 | Igor Kurnosov                                                                                        | 8½ (10)  |
| 34 | 2012 | Ivan Txeparínov, Ivan Sokolov, Jonny Hector                                                          | 8 (10)   |
| 35 | 2013 | Parimarjan Negi                                                                                      | 9 (10)   |
| 36 | 2014 | Bu Xiangzhi                                                                                          | 9 (10)   |
| 37 | 2015 | Markus Ragger                                                                                        | 8 (10)   |

## Quadre d'honor (Xtracon Chess Open)
| # | Any  | Campió            | Resultat |
| - | ---- | ----------------- | -------- |
| 1 | 2016 | Matthias Bluebaum | 8 (10)   |
| 2 | 2017 | Baadur Jobava     | 8½ (10)  |